# Подработка (горное дело)

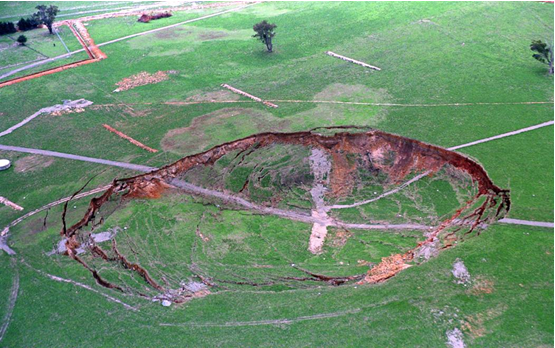
Проседание после подработки (шахта в Австралии, добыча велась в 1970-х годах, фото начала XXI века))

Подработка — в горном деле, выемка полезных ископаемых, влияющая на объекты в недрах и на поверхности. В результате подработки могут возникнуть трещины в зданиях, разрывы в трубопроводах.
Подработка может вызвать проседание горных пород после обрушения кровли подземных выработок. Оседание происходит в пределах «мульды сдвижения», площадь которой превышает площадь обрушающихся подземных выработок. Завершение поверхностного сдвижения (когда дальнейшие обрушения более не приведут к дополнительному сдвигу) обозначается термином «полная подработка».